# Zdzisław Kazimierz Kwieciński

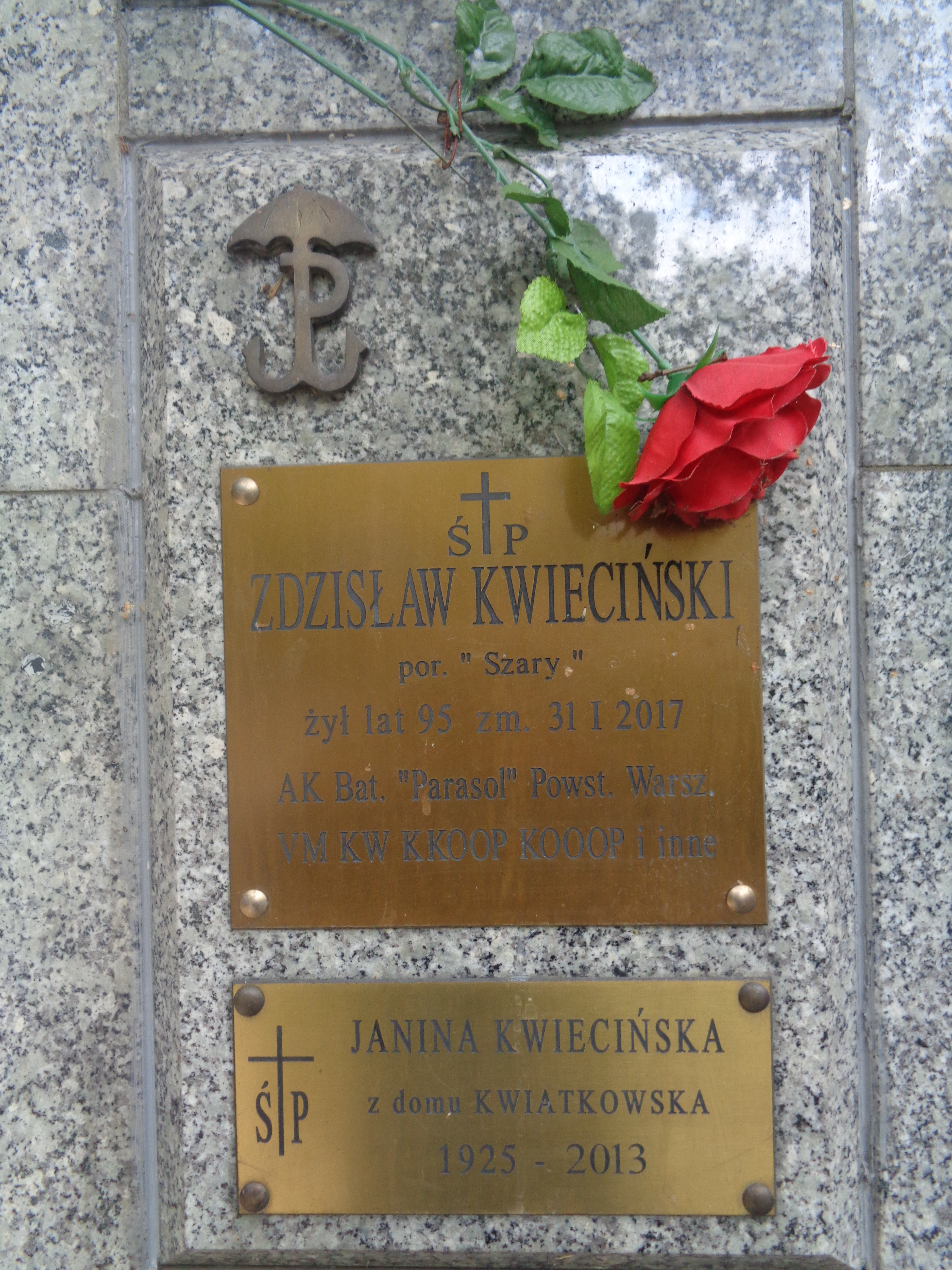
Grób Zdzisława Kwiecińskiego na Cmentarzu Wojskowym na Powązkach

Zdzisław Kazimierz Kwieciński ps. „Szary” (ur. 22 marca 1922, zm. 31 stycznia 2017) – polski działacz podziemia niepodległościowego w czasie II wojny światowej, kapitan.

## Życiorys
Syn Leona i Aleksandry z domu Jasińskiej. Od 1933 działał w harcerstwie. W trakcie kampanii wrześniowej walczył jako ochotnik. Od 1940 w Szarych Szeregach na Pradze w wywiadzie terenowym, uczestnik „małego sabotażu” i akcji zbrojnych. Od czerwca 1944 w 2 plutonie 2 kompanii batalionu „Parasol”. W powstaniu warszawskim walczy w Śródmieściu w strukturach batalionu „Iwo”. W końcowej fazie walk ranny, 5 października 1944 dołącza do batalionu „Parasol”. Po kapitulacji powstania w niewoli w Stalagu X B Sandbostel. Po oswobodzeniu obozu pełni służbę w 2 Korpusie Polskim we Włoszech. W 1947 powraca do kraju. Kończy studia w Szkole Głównej Handlowej. Za działalność w czasie okupacji był represjonowany. Pracował w Centrali Handlu Zagranicznego. Był również harcerzem ZHP i Szarych Szeregów, żołnierzem Oddziału Dywersji Bojowej „Chwacki” Kedywu. Zmarł 31 stycznia 2017. Jego pogrzeb odbył się 10 lutego 2017 w domu pogrzebowym na Cmentarzu Powązki Wojskowe i został pochowany w Kwaterze Żołnierzy Polski Walczącej (kwatera D18 kolumbarium lewe A-1-3).

## Ordery i odznaczenia[2]
- Krzyż Kawalerski Orderu Odrodzenia Polski
- Krzyż Oficerski Orderu Odrodzenia Polski
- Krzyż Srebrny Orderu Virtuti Militari
- Krzyż Armii Krajowej
- Warszawski Krzyż Powstańczy
- Krzyż Zasługi z Mieczami
- Srebrny Krzyż „Za Zasługi dla ZHP”
- Krzyż Walecznych